# Космос 881
Космос 881 и Космос 882 са два абсолютно еднакви апарата (изделие 82ЛБ72), изстреляни с една ракета-носител „Протон-К 8К72К“.
Апаратите представляват две капсули на възвръщаемите апарати на космическия кораб ТСК. Изстреляни са на 15 декември 1976 г. за проверка на летателните им способности в космоса.
Космос 881 е в орбита с перигей 198 км и апогей 233 км, с наклона на орбитата 51,6 °, а Космос 882 в орбита с перигей 189, апогей 213 км и същия наклон. Двете капсули правят самостоятелни полети и след като правят по една обиколка около Земята са върнати поотделно. Полетите им са с продължителност по-малко от денонощие и са изпълнени успешно.